# المحطة (شباع)

تعديل مصدري - تعديل

المحطة محلة تابعة لقرية مروحة، التابعة لعزلة شباع بمديرية حبيش إحدى مديريات محافظة إب في الجمهورية اليمنية، بلغ تعداد سكانها 47 حسب تعداد اليمن لعام 2004.